# Le Duel (Jerry Spring)
Pour les articles homonymes, voir Le Duel.
Le Duel est la vingt-deuxième histoire de la série Jerry Spring de Jijé. Elle est publiée pour la première fois du no 1487 au no 1508 du journal Spirou, puis sous forme d'album en 1974 (en première partie d'un double album noir et blanc au format géant qui comporte aussi la réédition de Golden Creek : le secret de la mine abandonnée). C'est en 1984 que Le Duel est publié en album couleurs dans la collection normale, où, étrangement, il précède dans la numérotation Les Vengeurs du Sonora et Jerry contre K.K.K., qui lui sont antérieurs.